# Han Weiguo
 (mai 2023).
Han Weiguo ((zh)), né en janvier 1956, est un général de l’armée populaire de libération (PLA). Il est le chef d’état major de l’armée de terre chinoise depuis août 2017.